# Pavla Valníčková
Pavla Valníčková es una deportista checoslovaca que compitió en atletismo adaptado y esquí de fondo adaptado. Ganó tres medallas en los Juegos Paralímpicos de Verano de 1992 y dos medallas en los Juegos Paralímpicos de Invierno de 1992.

## Palmarés internacional
| Juegos Paralímpicos | Juegos Paralímpicos | Juegos Paralímpicos | Juegos Paralímpicos |
| Año                 | Lugar               | Medalla             | Prueba              |
| ------------------- | ------------------- | ------------------- | ------------------- |
| 1992                | Barcelona (España)  | Medalla de oro      | 1500 m B1           |
| 1992                | Barcelona (España)  | Medalla de oro      | 3000 m B1           |
| 1992                | Barcelona (España)  | Medalla de bronce   | 800 m B1            |

| Juegos Paralímpicos | Juegos Paralímpicos   | Juegos Paralímpicos | Juegos Paralímpicos      |
| Año                 | Lugar                 | Medalla             | Competición              |
| ------------------- | --------------------- | ------------------- | ------------------------ |
| 1992                | Albertville (Francia) | Medalla de plata    | 5 km distancia corta B1  |
| 1992                | Albertville (Francia) | Medalla de bronce   | 10 km distancia larga B1 |